# إريس ديكستر
إريس ديكستر (بالإنجليزية: Iris Dexter)‏ هي صحفية وكاتِبة أسترالية، ولدت في 1907 في سيدني في أستراليا، وتوفيت في 24 مارس 1974.